# Doppelrohrpost
Mit Doppelrohrpost wird in Sammlerkreisen eine Postsendung bezeichnet, die auf ihrem Weg vom Absender zum Empfänger zwei Rohrpostnetze durchlaufen hat.
Durch die Entwicklung von Rohrpostnetzen in verschiedenen europäischen Metropolen kommt es im Zuge der sich globalisierenden Kommunikation zu dem Phänomen, dass „schnelle“ Sendungen, d. h. Sendungen per Rohrpost, per Luftpost und per Eilboten sowie nachgesandte Sendungen im Inlandsverkehr wie im Verkehr mit dem Ausland in zwei verschiedenen Rohrpostnetzen befördert werden konnten. Diese so genannten Doppelrohrpost-Sendungen illustrieren sehr eindrucksvoll die Beschleunigung der an das schriftliche Medium gebundenen globalen Kommunikation.

## Berlin – Paris

Rückseite des Briefes mit Abgangs- und Empfangsstempeln von Berlin und Paris

Auslandsbrief per Luftpost und Eilboten sowie vorausbezahlter Gebühr für Rohrpostbeförderung zum Zentralflughafen Berlin im Tarif zu 1,15 RM. Aus den Stempeln lässt sich folgende Transportroute rekonstruieren: Auslieferung des Briefes in Berlin W 9 am 9. Juni 1938 10:40 Uhr mit entsprechendem rückseitigem Rohrpoststempel des Flughafenpostamtes Berlin-Zentralflughafen als Ankunftstempel um 11:10 Uhr. Beförderungszeit innerhalb Berlins: etwa 30 Minuten. Abflug des Briefes ab Berlin-Zentralflughafen am 9. Juni 1938 nach 11:10 Uhr. Ankunft in Brüssel, wahrscheinlich in der Nacht nach Abfahrt der letzten Bahnpostverbindung von Brüssel nach Paris. Weiter per Bahnpostkurs Bruxelles-Paris am 10. Juni 1938. Ankunft in Paris VIII, La Boétie am 10. Juni 1938, zwischen 8:00 und 9:00 Uhr. Weiterbeförderung per Rohrpost nach Paris XVI mit Ankunft dort um 8:40 Uhr. Weiterbeförderung per Rohrpost nach Paris 75, Ankunft dort um 9:30 Uhr. Beförderungszeit innerhalb von Paris: 50 Minuten. Eine Laufzeit von etwa 23 Stunden ist dokumentiert.
siehe auch: Rohrpost in Berlin und Rohrpost Paris

## Mailand – Florenz

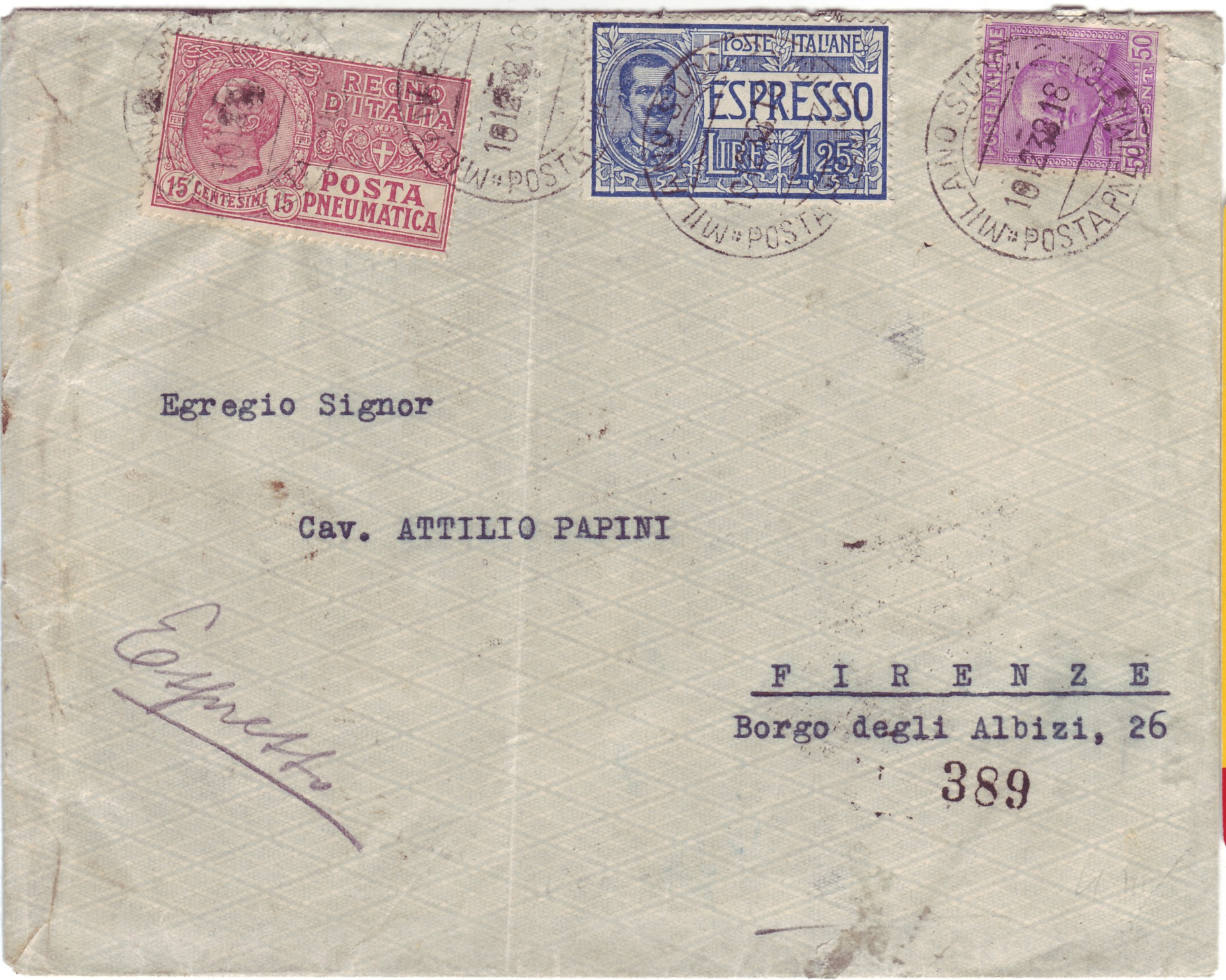
Vorderseite eines Inlands-Rohrpost-Eilbotenbriefs ab Milano 10. Dezember 1938 nach Firenze. Dort wurde Bearbeitung durch die Rohrpost dokumentiert durch den Numeratorstempel auf der Vorderseite des Briefes.

## Neapel – Rom

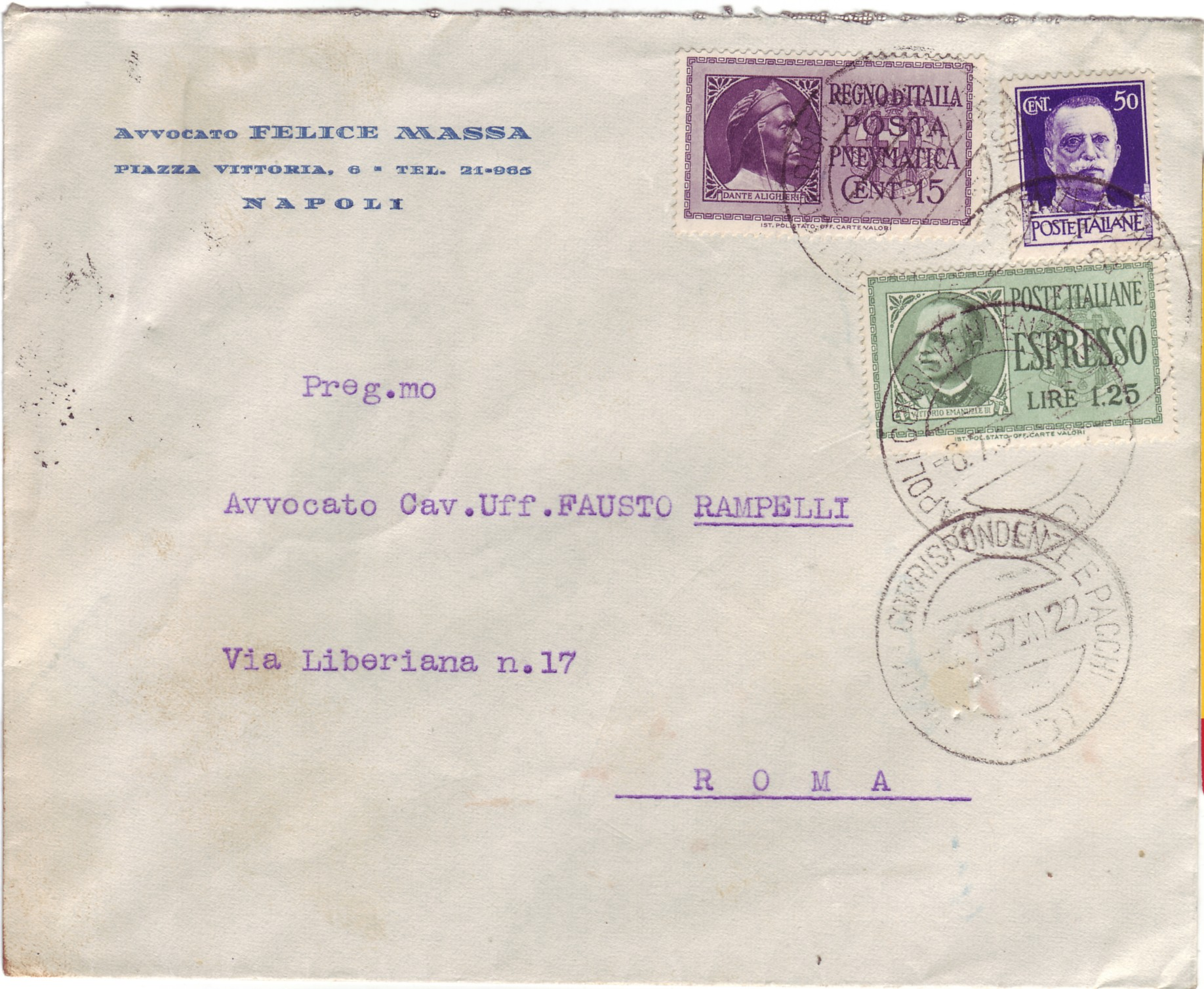
Vorderseite eines Inlands-Rohrpost-Eilbotenbriefs ab Napoli vom 8. Juli 1937 nach Roma.

## Wien – Paris

Vorderseite eines Auslandsluftpostbriefes vom 7. Juni 1932 ab Wien nach Paris.

Rückseite desselben Auslandsluftpostbriefes vom 7. Juni 1932 ab Wien nach Paris.

Mit der Entwicklung des Flugverkehrs wurden in zunehmendem Maße Luftpostverbindungen zwischen den großen Städten Europas eingerichtet. Da Luftpostsendungen als bevorzugt zu befördernde Sendungen aufgefasst wurden, kam ihnen auch eine besondere Behandlung zugute. Daher wurden Luftpostbriefe, auch wenn keine besondere Rohrpostgebühr entrichtet wurde, zur Sicherung des rechtzeitigen Eintreffens vor Abflug des Flugzeuges per Rohrpost zum Luftpostamt weiterbefördert. Verfügten beide Städte über Rohrpostverbindungen, so war es möglich, dass immer dann, wenn die Beförderung einer Sendung per Rohrpost als sinnvoll erschien, auch diese Transportform in den jeweiligen Städten gewählt wurde.
Der abgebildete Luftpost-Brief von Wien nach Paris wurde am 7. Juni 1932 in einem Wiener Postamt aufgegeben. Ein rückseitig abgeschlagener Minutenstempel belegt, dass diese Sendung um 11:00 Uhr vom Postamt Wien 69 weiterbearbeitet wurde und von dort zum Wiener Telegraphenamt befördert. Hier wurde er um 12:30 für den Transport zum Flughafen bearbeitet. Im Zweigpostamt Wien 1 – Luftpost wurde das Postwertzeichen noch in der gleichen Stunde entwertet, da bei der Aufgabe des Briefes die Abstempelung der Briefmarke unterblieben war. Der Brief ist noch am selben Abend in Paris eingetroffen und dort von der Luftpostabteilung des Bahnpostamtes Gare du Nord für die Rohrpost weiterbearbeitet und dem Zustellpostamt zugeleitet worden: Uhrzeit des Stempelabschlages 22:35 Uhr. Die Zustellung fand jedoch erst am folgenden Tag, 8. Juni 1932 statt, da die Sendung laut Stempel am Postamt Paris VII am frühen Morgen um 3:30 Uhr bearbeitet worden ist. Eine Laufzeit von 16,5 Stunden ist über die Stempelung dokumentiert.
siehe auch: Rohrpost in Wien